# Cuerpo de Lewy

Las fotomicrografías de regiones de la sustancia negra de este paciente con Parkinson muestran cuerpos de Lewy y neuritas de Lewy en varios aumentos. Los paneles superiores muestran imágenes a 60x de las inclusiones intraneuronales de alfa-sinucleína agregadas para formar cuerpos de Lewy. Los paneles inferiores son imágenes a 20x que muestran neuritas de Lewy en forma de filamentos y cuerpos de Lewy redondeados de varios tamaños. En el fondo se aprecian células de la sustancia negra cargadas de neuromelanina. Tinciones utilizadas: anticuerpo monoclonal de ratón anti-alfa-sinucleína; contratinción de hematoxilina de Mayer.

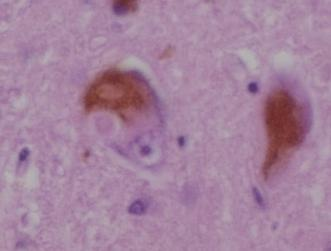
Cuerpos de Lewy.

Los cuerpos de Lewy son agregados proteicos anormales que se desarrollan dentro de las células nerviosas y que contribuyen a la demencia asociada a la enfermedad de Parkinson, a la demencia con cuerpos de Lewy y a otros trastornos neurodegenerativos. También se observan en la atrofia multisistémica, especialmente en la de tipo parkinsoniano.
Se identifican mediante el examen microscópico inmunohistoquímico del tejido nervioso afectado. Los cuerpos de Lewy se presentan como masas esféricas en el citoplasma que desplazan a otros componentes celulares. Por ejemplo, algunos cuerpos de Lewy tienden a desplazar el núcleo hacia un lado de la célula. Pueden encontrarse en el mesencéfalo (dentro de la sustancia negra) y también en la corteza cerebral. Por ello, existen dos variantes morfológicas: los cuerpos de Lewy clásicos y los corticales. Un cuerpo de Lewy clásico es una inclusión citoplasmática eosinofílica formada por un núcleo denso rodeado por un halo fibrilar radial de 10 nm, cuyo principal componente estructural es la alfa-sinucleína. Un cuerpo de Lewy cortical, en cambio, está menos definido y carece de halo, pero también está compuesto por fibrillas de alfa-sinucleína. Esta variante de cuerpo de Lewy es una de las ya citadas que desplaza con frecuencia al núcleo. 
En el campo de la histopatología, los cuerpos de Lewy corticales son un rasgo distintivo de la demencia con cuerpos de Lewy (DCL), pero en ocasiones se pueden ver en las neuronas abombadas características de la enfermedad de Pick y la degeneración corticobasal, así como en pacientes con otras tauopatías.

## Historia
En 1910, Friedrich Heinrich Lewy se encontraba estudiando su doctorado en Berlín. Fue el primer médico en observar que la presencia de ciertas proteínas poco comunes en el cerebro hacía que algunas personas actuaran y pensaran de forma anormal, pero hasta ese momento los científicos de la época no habían podido determinar la naturaleza y la función de dichas proteínas. Su descubrimiento se conoció como cuerpos de Lewy, tal y como publicó Max Lewandowsky en el Manual de Neurología en 1912, comparándolos con los hallazgos previos de Gonzalo Rodríguez Lafora. En 1913, Lafora describió otro caso y los denominó cuerpos intracelulares de Lewy, con lo que reconocía a Lewy como su descubridor. En 1919, otro científico, Konstantin Nikolaevich Trétiakoff, identificó los mismos cuerpos en la sustancia negra del cerebro de los pacientes con Parkinson. Los denominó cuerpos de Lewy y a él se le atribuye el epónimo. No fue hasta 1923 cuando Lewy publicó oficialmente sus hallazgos en una monografía en la que estudiaba el tono muscular y el movimiento, y en la que incluía investigaciones sistemáticas sobre la clínica, la fisiología, la patología y la patogénesis de la parálisis agitante. En 2017, Eliasz Engelhardt, del departamento de neurología de la Universidad Federal de Río de Janeiro, argumentó que se debe atribuir el epónimo a Lafora, ya que lo acuñó seis años antes que Trétiakoff. Sin embargo, Trétiakoff sigue siendo la principal figura a la que se le reconoce la autoría del término "cuerpos de Lewy".
Según el Journal of the History of the Neurosciences, el Dr. Lewy se interesó por estudiar con más detalle el cerebro debido al descubrimiento que hizo Alois Alzheimer en 1906. El artículo menciona que el tercer caso descrito de la enfermedad de Alzheimer presentaba estructuras histológicas que resultaban ser similares a las preparaciones histológicas de los cuerpos de Lewy.

## Biología celular

Microfotografías del núcleo motor dorsal del nervio vago (DmX) en una sección transversal a lo largo de la médula superior en la que se muestran depósitos anormales de alfa-sinucleína como parte de los cuerpos de Lewy intraneuronales (derecha); el núcleo motor dorsal del nervio vago (DmX) es uno de los primeros lugares afectados por los depósitos de sinucleína en la enfermedad de Parkinson.

Los cuerpos de Lewy están compuestos por alfa-sinucleína asociada a otras proteínas como la ubicuitina, la proteína del neurofilamento y la alfa B cristalina. También pueden estar presentes las proteínas tau y, en ocasiones, los cuerpos de Lewy pueden estar rodeados de ovillos neurofibrilares. A veces pueden existir cuerpos de Lewy y ovillos neurofibrilares en la misma neurona, especialmente en la amígdala.
La alfa-sinucleína modula los procesos de reparación del ADN, incluida la reparación de las roturas de doble cadena del ADN mediante el proceso de unión de extremos no homólogos La función reparadora de la alfa-sinucleína parece verse muy reducida en las neuronas que presentan cuerpos de Lewy, y esta reducción puede desencadenar la muerte celular.
Se cree que los cuerpos de Lewy representan una respuesta del agresoma en la célula.

## Neuritas de Lewy

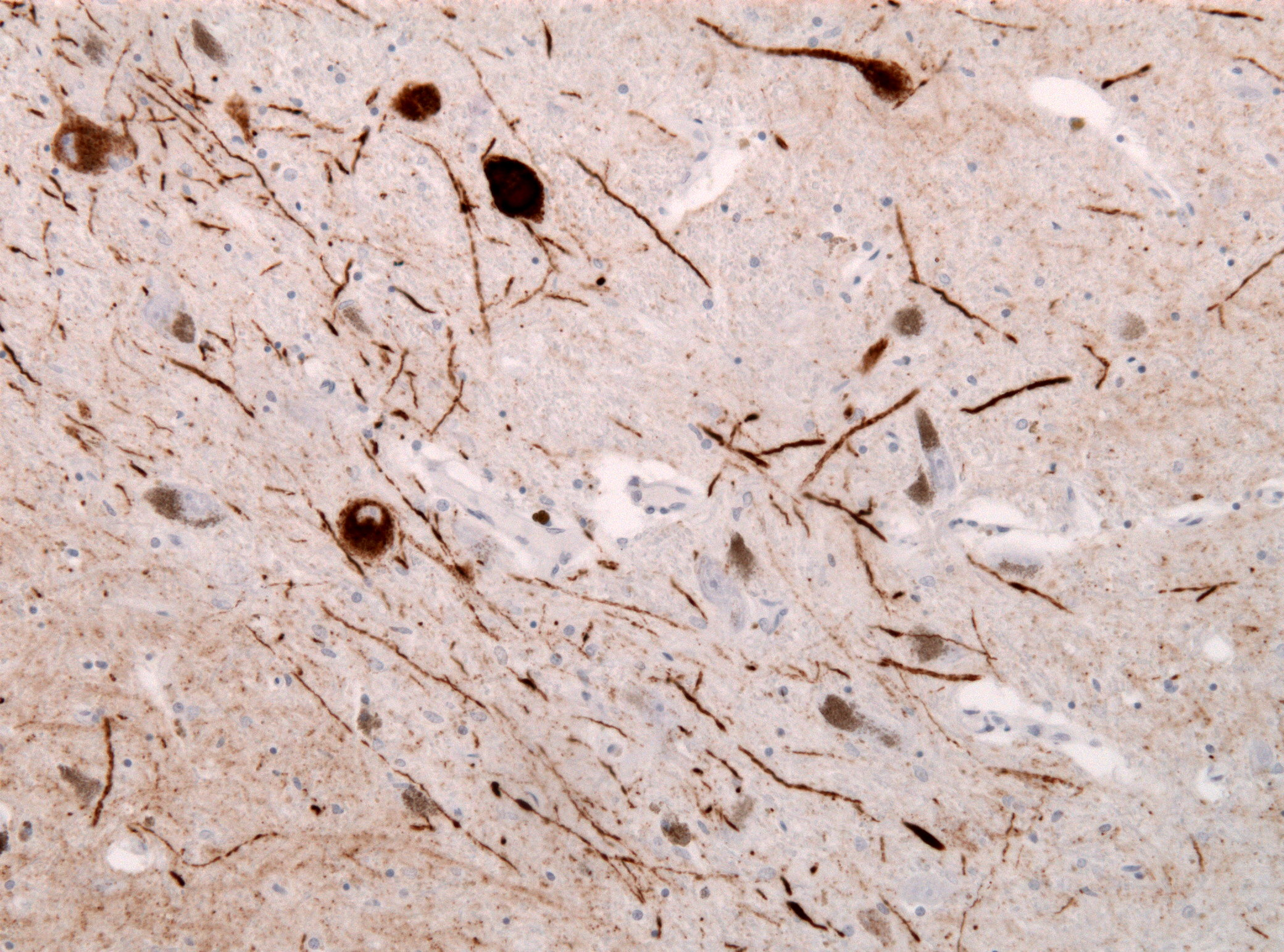
Tinción inmunohistoquímica de neuritas de Lewy en un caso de demencia con cuerpos de Lewy.

Las neuritas de Lewy son neuritas (procesos neuronales) anormales que se encuentran en las neuronas enfermas y que contienen material granular y filamentos de α-sinucleína, similares a los que se encuentran en los cuerpos de Lewy. Al igual que los cuerpos de Lewy, las neuritas de Lewy son una característica de las llamadas α-sinucleinopatías (por ejemplo, la demencia con cuerpos de Lewy, la enfermedad de Parkinson y la atrofia multisistémica). También se encuentran en la región CA2-3 del hipocampo en la enfermedad de Alzheimer.

## Patologías asociadas
La principal enfermedad asociada a la presencia de cuerpos de Lewy es la enfermedad de Parkinson. También están presentes en las neuronas de pacientes con ciertos tipos de demencia y, más concretamente, en las neuronas de individuos con una variante de la enfermedad de Alzheimer denominada síndrome de Hallervorden-Spatz.
En la atrofia multisistémica, las células de la glía presentan inclusiones de alfa-sinucleína distintas de los cuerpos de Lewy, que reciben el nombre de inclusiones citoplasmáticas gliales.